# Осадчее (Белгородская область)
Осадчее — село в Алексеевском районе (городском округе, с 2018) Белгородской области, входит в состав Варваровского сельского поселения.

## Описание
Расположено в восточной части области, в 34 км к юго-востоку от районного центра, города Алексеевки.
| 1859 | 1897 | 2002 | 2010 |
| ---- | ---- | ---- | ---- |
| 781  | ↘694 | ↘257 | ↘234 |

Улицы и переулки
| - ул. Луговая - ул. Меловая - ул. Молодежная |

## История
Хутор Осадчий основан «в последней четверти XVII века в живописной пойме Черной Калитвы» или казаками Острогожского слободского полка или выходцами из трех крупных окрестных слобод Варваровки, Красной и Шелякино.
В 1859 году - Бирюченского уезда «хутор владельческий Осадчий (Осадчев) при речке Калитве» «по правую сторону большого почтового тракта от г. Бирюча до г. Острогожска» - 96 хозяйств, 781 житель (385 муж., 396 жен.).
Упоминается в Памятной книжке Воронежской губернии за 1887 год как "хуторъ Осадчій" Варваровской волости Бирюченского уезда. Число жителей обоего пола — 270, число дворов — 97.